# Université de médecine de Sapporo
L'université de médecine de Sapporo (札幌医科大学, Sapporo ika daigaku) est une université publique du Japon située dans la ville de Sapporo.

## Personnalités liées
- Junichi Watanabe, auteur lauréat du prix Naoki